# Rabenschnabel
Der Rabenschnabel (altfr. Bec de corbin, engl. Raven’s beak) ist ein spätmittelalterlicher Reiterhammer aus Europa, der Elemente der Schlagwaffe, der Stichwaffe und der Stangenwaffe vereinigt.

## Beschreibung
Der Rabenschnabel besteht aus einem mindestens 50 cm langen Schaft mit einem Hammerkopf, der auf der einen Seite spitz und nach unten gebogen ist (Schnabelform). Verbreitet wurde diese Waffe um das Jahr 1500 (Frühe Neuzeit).
Der Streithammer war dem Schmiedehammer nachempfunden und musste (wie die Streitaxt bisweilen auch) wegen seiner Wuchtigkeit häufig beidhändig geführt werden.
Ihres Aussehens wegen wurde diese Streithammervariante Rabenschnabel genannt, die Waffe galt jedoch als unritterlich: Mithilfe der Spitze konnte man die Rüstung des Gegners aufbrechen, was zu schwersten Verletzungen führte.